# Nicolas Koretzky
Pour les articles homonymes, voir Koretzky.
Nicolas Koretzky, né le 30 août 1972 à Tours est un acteur, auteur et réalisateur français. C'est le petit-neveu de l'actrice Véra Korène. 
Il est père de deux enfants, dont la mère d'un des deux est Valérie Decobert, dont il est séparé. 

## Biographie
Il débute à la télévision en interprétant le fils de Claude Jade et Patrick Raynal dans le feuilleton Fleur bleue. Il a tenu le rôle de Momo dans le film Le Péril jeune de Cédric Klapisch. Il joue entre autres un rôle dans la série Flics en 2008 sur TF1, dans les invincibles sur Arte et plus récemment dans la série Résistance sur TF1. Il est également auteur pour le théâtre et réalisateur de courts-métrages, de pub et de documentaire. Il a également joué un one-man show intitulé One man violent au théâtre du Gymnase et depuis 2015 un seul en scène intitulé Point de rupture.

## Théâtre
- 2006 : One man violent de Nicolas Koretzky et Franck Lee Joseph
- 2008 : Rose de Nicolas Koretzky et Valérie Decobert
- 2015 : Point de Rupture de Nicolas Koretzky et Franck Lee Joseph
- 2017 : Don Quichotte de Miguel De Cervantes
- 2017 : À poil et sans écaille de Nicolas Koretzky et Clémence Schreiber

## Filmographie
- 1990 : Fleur bleue, série télévisée : Nicolas Rodriguez
- 1991 : La Vie des morts d'Arnaud Desplechin : Alexandre
- 1991 : Les Ritals de Marcel Bluwal : Roger
- 1991 : Billy de Marcel Bluwal : Piacentini
- 1994 : Le Péril jeune de Cédric Klapisch : Maurice 'Momo' Zareba
- 1995 : Le Plus Bel Âge de Didier Haudepin : André
- 1996 : Chacun cherche son chat de Cédric Klapisch : l'assistant photographe
- 1997 : Jeunesse de Noël Alpi : Luc
- 1998 : … Comme elle respire de Pierre Salvadori : le garçon de café
- 1998 : Une vie de prince de Daniel Cohen : Lee
- 1999 : À l'ombre des grands baobabs de Rémy Tamalet
- 2000 : Les Rivières pourpres de Mathieu Kassovitz : le policier informaticien
- 2002 : Caméra Café, épisode Fuego : le neveu du président
- 2002 : Le Boulet, de Alain Berberian et Frédéric Forestier : Jean Monthieux
- 2003 : La Chepor de David Tessier
- 2004 : Central Nuit, série télévisée, saison 3 : Michel Nans
- 2005 : La Crim', série télévisée, saison 7 : Lucas Belivet
- 2006 : Il legal de Bernard Weber : Michael
- 2008 : Flics, série télévisée, saison 1
- 2008 : Sans états d'âme de Vincenzo Marano : le dealer
- 2008 : Le Grand Alibi de Pascal Bonitzer : un inspecteur de police
- 2009 : Brigade Navarro, série télévisée, 1 épisode
- 2010 : Les châtaigniers du désert de Caroline Huppert : détective privé
- 2009 : La Chaîne du froid (court métrage) de Samuel Hercule : François
- 2011 : Les Invincibles, série télévisée, saison 2
- 2012 : Interpol, série télévisée, saison 3, épisode Les Poupées russes : Antoine Maillac
- 2014 : Résistance de Miguel Courtois : Charles Gonard, dit Morlot
- 2015 : Armstrong a marché sur la lune chéri de Jean-Jacques Vanier
- 2018 : Mme Mills, une voisine si parfaite de Sophie Marceau
- 2019 : Les Traducteurs de Régis Roinsard
- 2020 : Divorce Club de Michaël Youn
- 2021: Les Rivières pourpres Saison 3

### Réalisateur et scénariste
- 1995 : Un douze (CM)
- 1996 : Le Marchand de sable (court-métrage)
- 2001 : Le Nouveau Big bang (CM)
- 2003 : Holden se blinde (CM)
- 2012 : Quarante (CM)